# Acoustic/Time
Acoustic/Time je videozáznam koncertu české rockové skupiny Blue Effect. Na DVD byl vydán v roce 2011 ve vydavatelství Supraphon s katalogovým číslem SU 7117.
DvojDVD Acoustic/Time obsahuje na prvním disku záznam z akustických a poloakustických koncertů skupiny, které Blue Effect odehráli během roku 2009. DVD bylo natáčeno na vystoupeních konaných 2. června 2009 ve Staré synagoze v Plzni, 24. října 2009 v zámecké kapli Zjevení Páně ve Smiřicích a 14. prosince 2009 v Balbínově poetické hospůdce v Praze. Dotáčky a nahrávky některých skladeb byly pořízeny 5. prosince 2010 během zkoušek v Balbínově poetické hospůdce. Na druhém disku se nachází dokument o natáčení DVD s názvem „Time“ a několik dalších bonusových skladeb. DVD obsahuje také trsátko s nápisem „Blue Effect Acoustic/Time“.

## Seznam skladeb
Disk 1 (Acoustic)
1. „Blue Effect Street“ (Mišík/Rytíř)
2. „Sun is So Bright“ (Mišík, Hladík, Čech, J. Kozel/K. Kozel)
3. „Je třeba obout boty a pak dlouho jít“ (Hladík/Pergner)
4. „Kuře v hodinkách“ (Kubík/Kainar)
5. „Třiatřicet“ (Hladík/Vrba)
6. „Slunečný hrob“ (Mišík/Jiří Smetana)
7. „Napříč“ (Křížek/Luboš Moravec, Křížek)
8. „Jako déšť“ (Luboš Moravec/Vladimír Zotov, Luboš Moravec)
9. „Drápky, křídla“ (Luboš Moravec/Křížek, Luboš Moravec)
10. „Rejdit“ (Luboš Moravec/Křížek)
11. „Ej, padá, padá rosenka“ (Veselý, Frešo, Hladík, Čech/lidová)
12. „Má hra“ (Hladík/Křížek, Říha, Marek)
13. „Rajky“ (Hladík/Vrba)
14. „Rainy Day“ (Hladík, J. Kozel/K. Kozel)
15. „Stále dál“ (Kubík, Khunt, Kulhánek/Žalčík)
16. „Personal Jesus“ (Gore)
17. „Little Wing“ (Hendrix)

Disk 2 (Time)
1. dokument „Time“

Bonus
1. „Avignonské slečny z Prahy“ (Hladík/Vrba)
2. „Medley“
  - Cream: „Badge“ (Clapton, Harrison)
  - Led Zeppelin: „Stairway to Heaven“ (Page, Plant)
  - Eric Clapton: „Cocaine“ (Cale)
  - Derek and the Dominos: „Layla“ (Clapton, Gordon)
  - Deep Purple: „Smoke on the Water“ (Blackmore, Gillan, Glover, Lord, Paice)
  - Lenny Kravitz: „Are You Gonna Go My Way“ (Kravitz, Ross)
  - Cream: „Sunshine of Your Love“ (Brown, Bruce, Clapton)
  - Pink Floyd: „The Wall“ (Waters)
  - Bill Justis: „Raunchy“ (Justis, Manker)
  - „The Pink Panther“ (Mancini)
  - „The Professionals“ (Johnson)
  - Weather Report: „Birdland“ (Zawinul)
  - Yes: „Owner of a Lonely Heart“ (Rabin, Anderson, Squire, Horn)
  - Michael Jackson: „Beat It“ (Jackson)
  - Audioslave: „Cochise“ (Cornell, Commerford, Morello, Wilk)
  - Queen and David Bowie: „Under Pressure“ (Queen and David Bowie)
  - Bob Marley: „I Shot the Sheriff“ (Marley)
  - Led Zeppelin: „Immigrant Song“ (Page, Plant)
  - Led Zeppelin: „Kashmir“ (Page, Plant, Bonham)
  - The Beatles: „Norwegian Wood /This Birg Has Flown/“ (Lennon/McCartney)
  - Guns N' Roses: „Sweet Child O' Mine“ (Rose, Slash, Stradlin, Adler, McKagan)
  - Led Zeppelin: „Black Dog“ (Page, Plant, Jones)
  - „Beverly Hills Cop Theme“ (Faltermeyer)
  - Jimi Hendrix: „Hey Joe“ (Roberts)
  - „Vltava /Má vlast/“ (Smetana)
  - „Bob a Bobek“ (Skoumal)
  - „Pozor zákruta /Yes Sir, That's My Baby/“ (Donaldson, Kahn)
  - Michael Jackson: „Billie Jean“ (Jackson)
  - Blue Effect: „Bulharská“ (Blue Effect)
  - „Když jsem husy pásala“ (lidová)
3. „Ticket to Ride“ (Lennon/McCartney)
4. „12 String Shufffle“ (B. Weedon, G. Weedon)
5. „Čajovna“ (Hladík)

## Obsazení
- Blue Effect
  - Radim Hladík – kytara
  - Honza Křížek – zpěv, kytara, varhany
  - Wojttech – baskytara, zpěv
  - Václav Zima – bicí